# Стургордс, Юн
Юн Сту́ргордс (швед. John Storgårds; 20 октября 1963, Хельсинки, Финляндия) — финский скрипач и дирижёр, награждённый высшей государственной наградой для деятелей искусства — медалью Pro Finlandia (2012).

## Биография
Учился игре на скрипке в Академии имени Сибелиуса, а затем продолжил обучение в Израиле. Играл на скрипке в нескольких симфонических оркестрах. Дебютировал как дирижёр в оркестре Хельсинкского университета. В 1993—97 годах училля по классу симфонического дирижирования в музыкальной академии имени Сибелиуса у Й. Панулы и Э. Класа.
С 2006 по 2009 год — главный дирижёр Филармонического оркестра Тампере.
В 2003 году — главный приглашенный дирижёр Хельсинкского филармонического оркестра, в 2008—15 гг. главный дирижёр этого оркестра.